# Greeniella mesuae
Greeniella mesuae är en insektsart som först beskrevs av Green 1900.  Greeniella mesuae ingår i släktet Greeniella och familjen pansarsköldlöss.
Artens utbredningsområde är Sri Lanka. Inga underarter finns listade i Catalogue of Life.